# Бујанкур ла Батај
Бујанкур ла Батај (фр. Bouillancourt-la-Bataille) насеље је и општина у североисточној Француској у региону Пикардија, у департману Сома која припада префектури Мондидје.
По подацима из 2011. године у општини је живело 133 становника, а густина насељености је износила 37,05 становника/km². Општина се простире на површини од 3,59 km². Налази се на средњој надморској висини од 50 метара (максималној 109 m, а минималној 42 m).

## Демографија
| 1962. | 1968. | 1975. | 1982. | 1990. | 1999. | 2011. |
| ----- | ----- | ----- | ----- | ----- | ----- | ----- |
| 100   | 117   | 109   | 93    | 89    | 106   | 133   |

График промене броја становника у току последњих година